# Rue de Nanterre (Asnières-sur-Seine)
La rue de Nanterre est une voie de communication située à Asnières-sur-Seine.

## Situation et accès

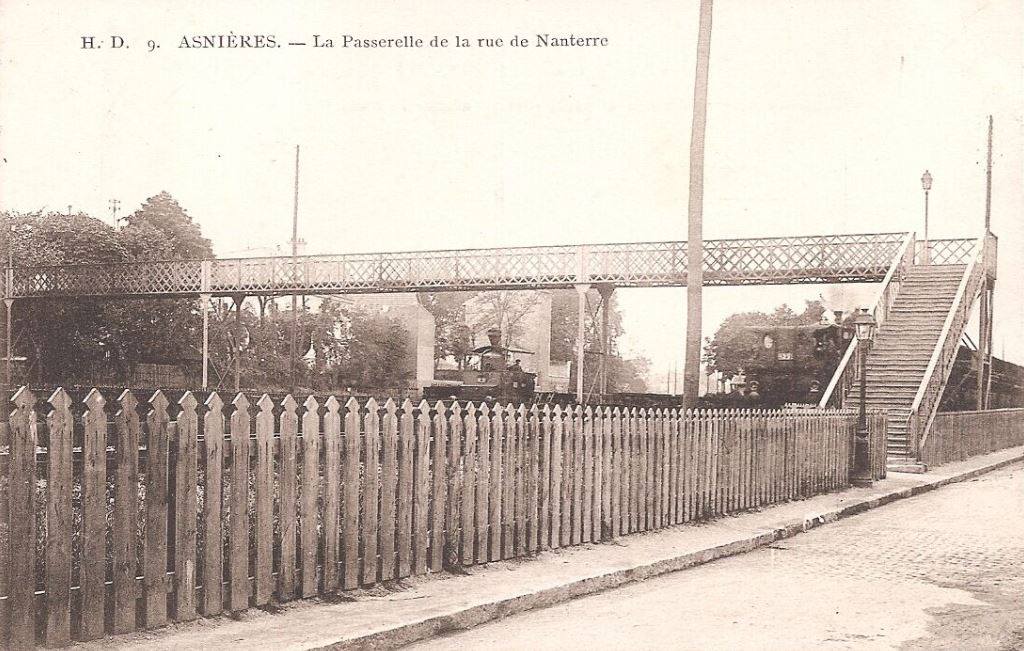
La passerelle de la rue de Nanterre.

Elle est desservie à égale distance par la gare d'Asnières-sur-Seine au sud, et la gare de Bois-Colombes, au nord.

## Origine du nom
Cette avenue porte le nom de la ville de Nanterre vers laquelle elle se dirige.

## Historique

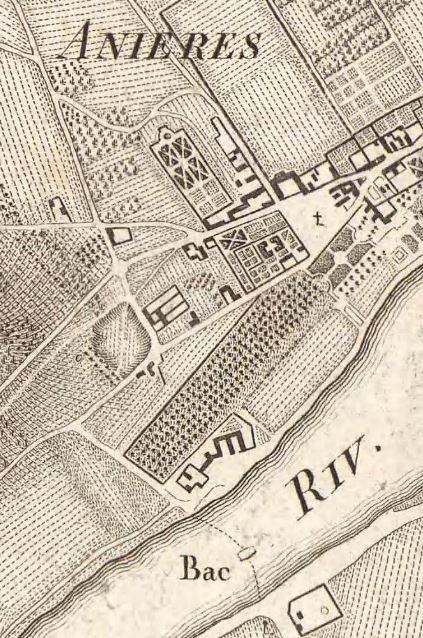
Le centre d'Asnières-sur-Seine sur la carte des Chasses du Roi. La rue de Nanterre, l'avenue d'Argenteuil, le parc de la mairie y sont visibles.

Cette voie de communication se dirigeait autrefois vers la ville de Nanterre, en suivant le tracé de l'avenue Parmentier et au-delà. Elle fut interrompue par la ligne de Paris-Saint-Lazare à Saint-Germain-en-Laye dont la concession fut accordée en 1832. Par la suite, l'élargissement de ce faisceau ferroviaire avec la ligne de Paris-Saint-Lazare au Havre en 1840, et d'autres encore, empêcha l'établissement d'un passage à niveau. Seule, une passerelle pour piétons fut construite.

## Bâtiments remarquables et lieux de mémoire

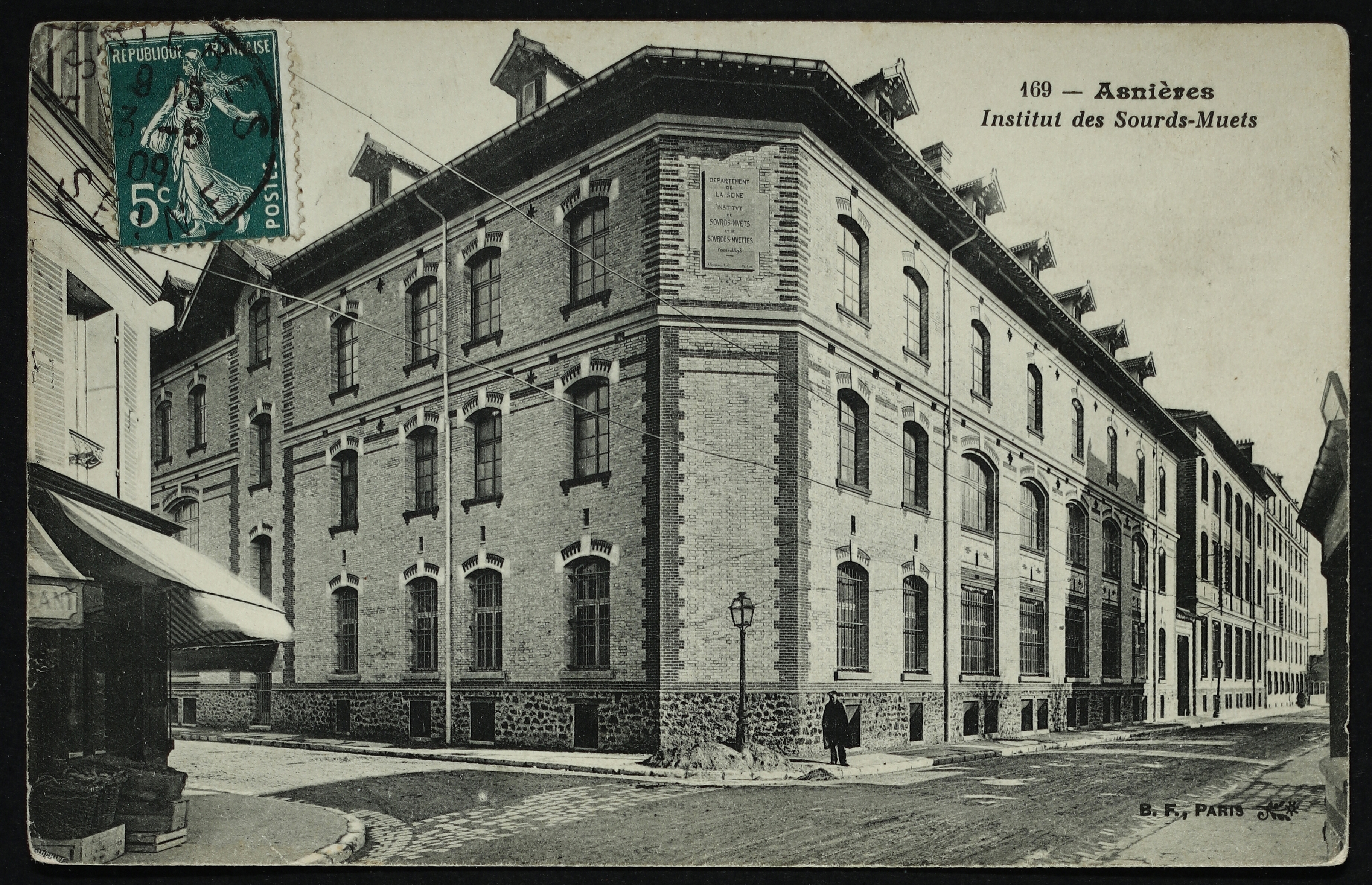
Institut des Sourds-Muets, 1900.

- Le dessinateur Eugène Vavasseur habitait au no 5.
- Au no 71, un immeuble datant de 1877, inscrit à l'inventaire général du patrimoine culturel[2],[3].
- Au no 35, l'Institut départemental Gustave-Baguer, dit Institut des Sourds-Muets, à l'angle de la rue du Bac. Il fut inauguré le 17 juin 1894 par le préfet de la Seine Eugène Poubelle[4].